# Anna Chromy

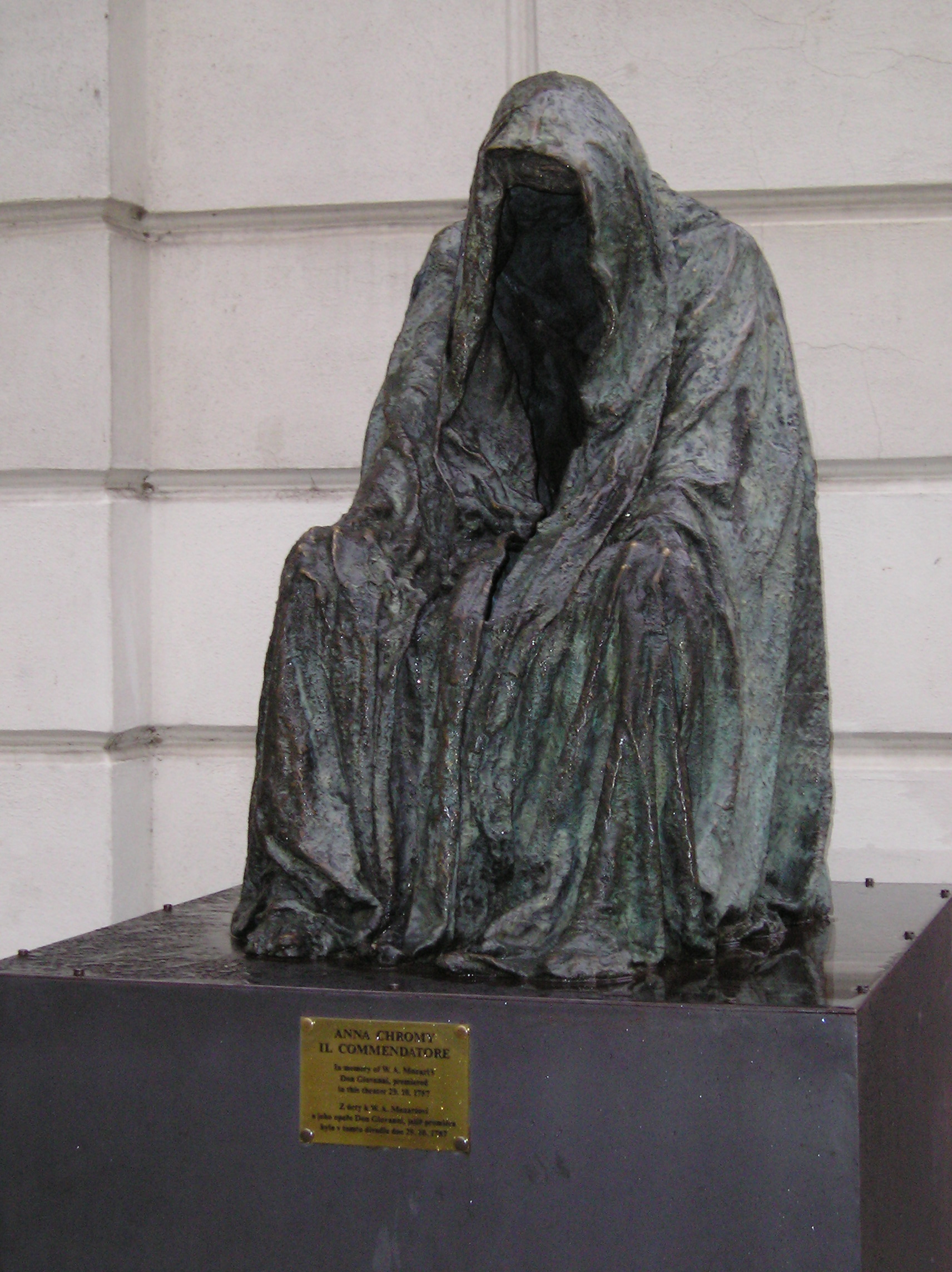
Il commendatore, Prag

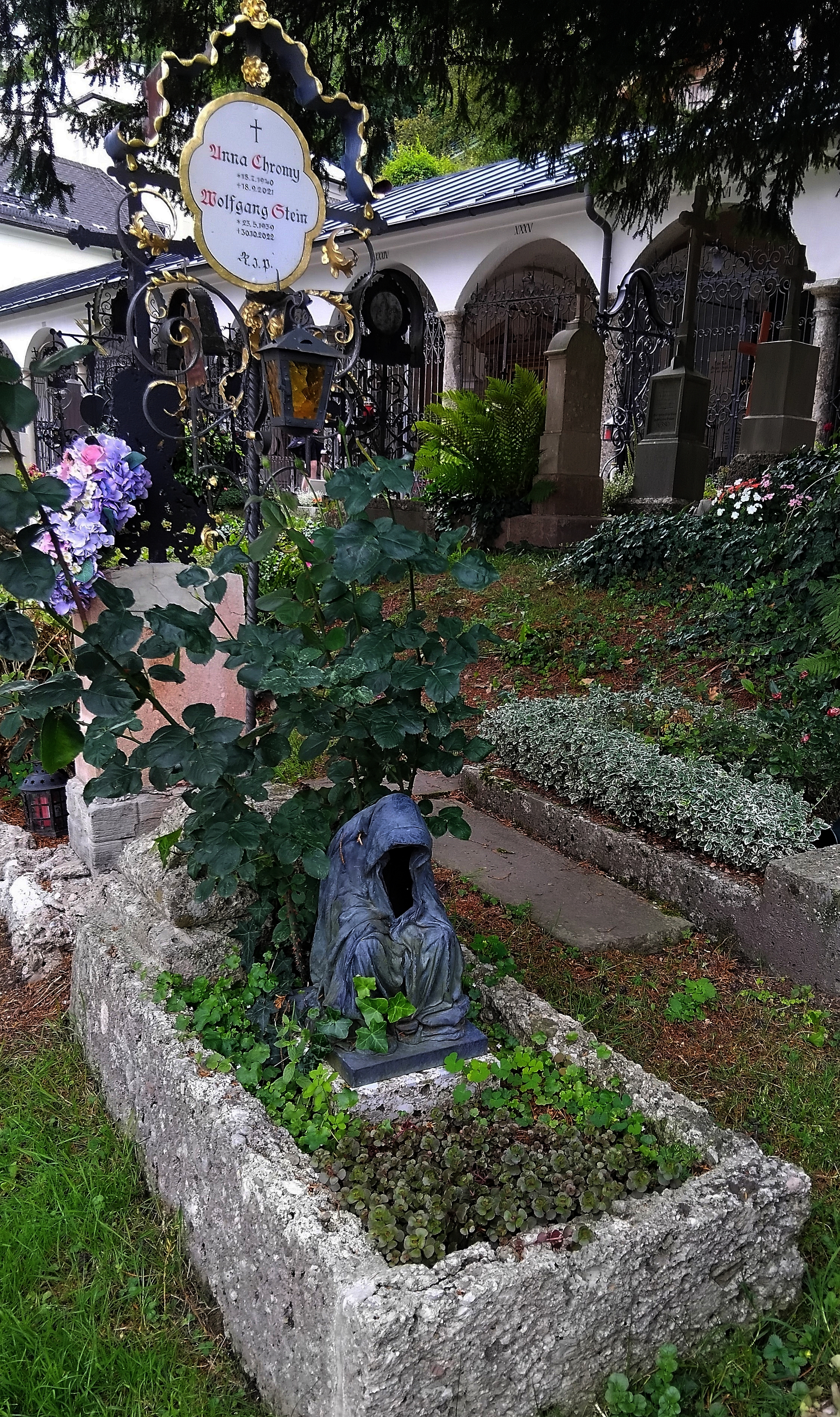
Anna Chromys Grab auf dem Petersfriedhof Salzburg

Anna Chromy (* 18. Juli 1940 in Krumau; † 18. September 2021 in Monaco) war eine tschechisch-österreichische Malerin und Bildhauerin.

## Leben
Am Ende des Zweiten Weltkriegs zog Anna Chromys Familie nach Wien. Ihre Familie hatte jedoch nicht genug Geld für eine Künstlerausbildung und so war es ihr erst nach Eheschließung und Umzug nach Paris möglich, eine Ausbildung zu beginnen. Sie erhielt ihre Ausbildung an der École des Beaux-Arts und wurde zu einer Darstellerin der surrealistischen Welt.
Nach einem lebensbedrohlichen Unfall im Jahr 1992 war sie sechs Jahre lang nicht in der Lage zu malen. Sie wandte ihre Aufmerksamkeit der Skulptur zu und arbeitete mit Bronze und Marmor. Chromy lebte in Frankreich und arbeitete in Italien, ihre Grabstätte befindet sich auf dem Petersfriedhof Salzburg.

## Studio
Anna Chromy hatte Studios in Pietrasanta, Toskana, wo sich auch die Bronzegießereien Fonderia Artistica Mariani und Massimo Del Chiaro befinden. Für ihre Skulpturen aus Marmor arbeitete sie im Atelier von Massimo Galleni in Pietrasanta. In Carrara formte sie im „Studio Michelangelo“ Franco Barattinis, einer privaten Bildhauerschule.

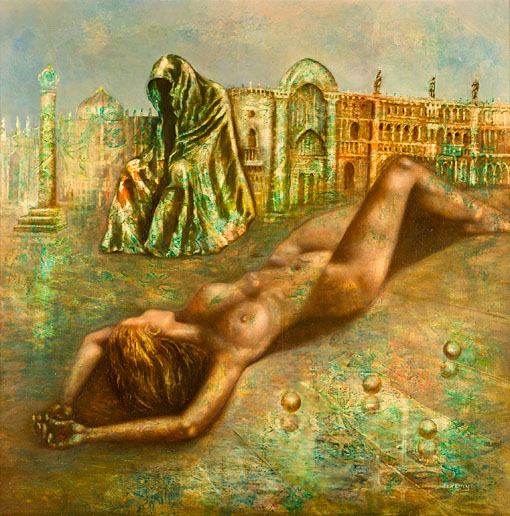
'To be or not to be', 1982, 100 cm × 100 cm
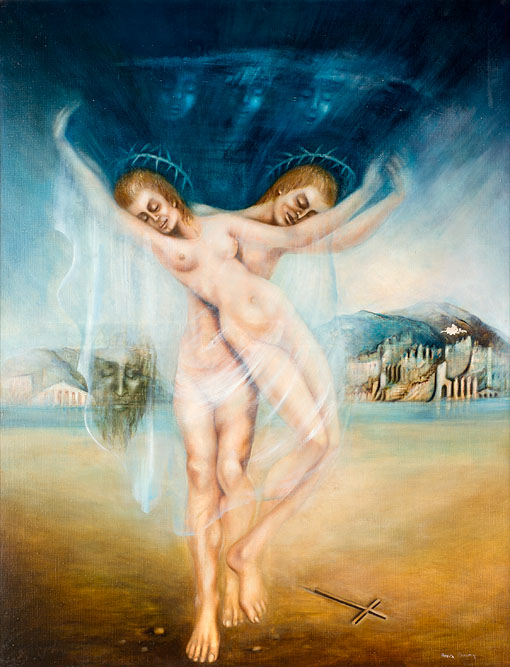
'Eternal Love', 1979, 90 cm × 115 cm
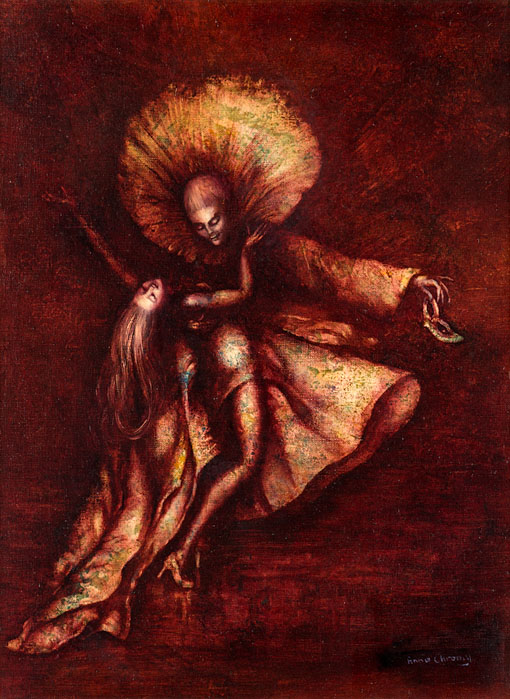
'Ball in Venice', 1979, 45 cm × 60 cm
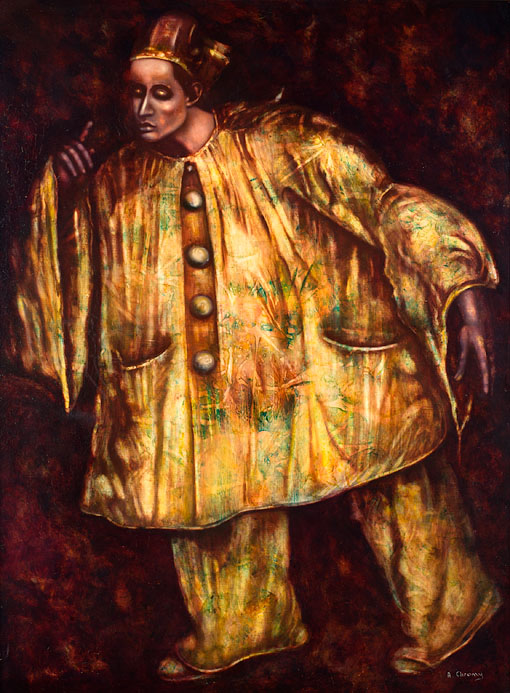
'Clown', 1979, 95 cm × 130 cm

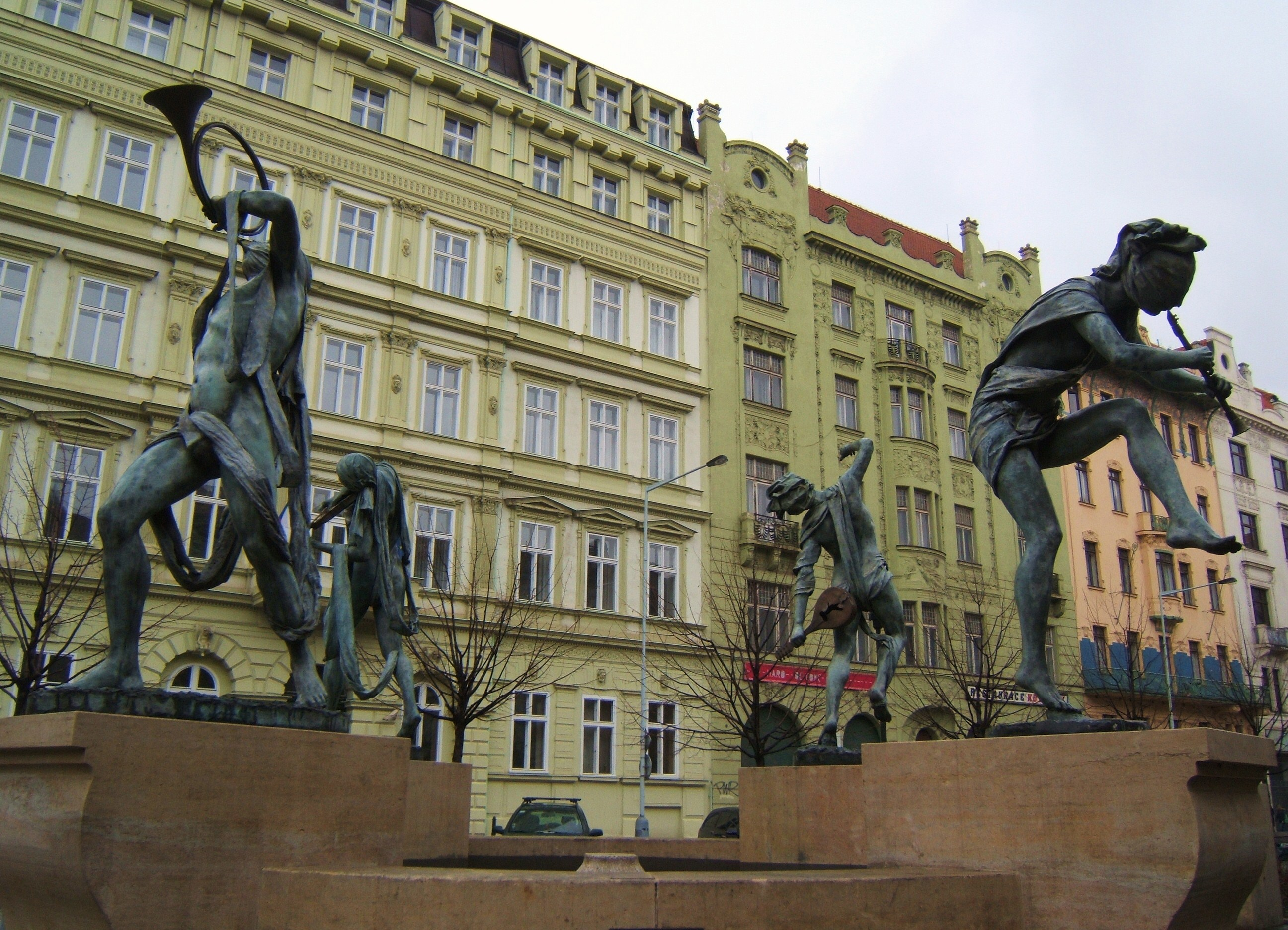
Brunnen mit Musikanten, Prag
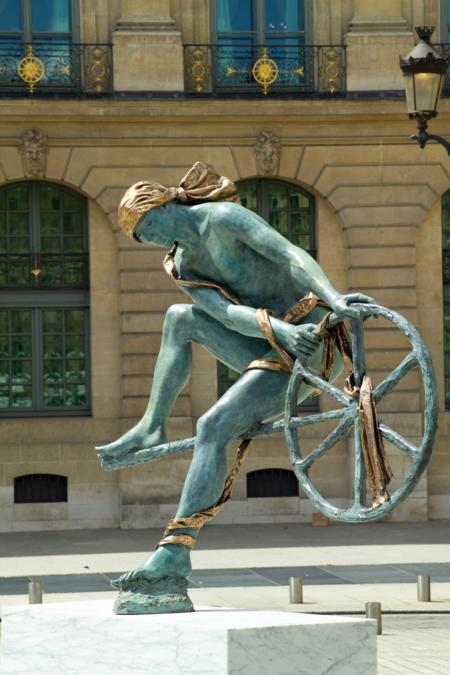
Odysseus (2000) 190 cm, Monaco
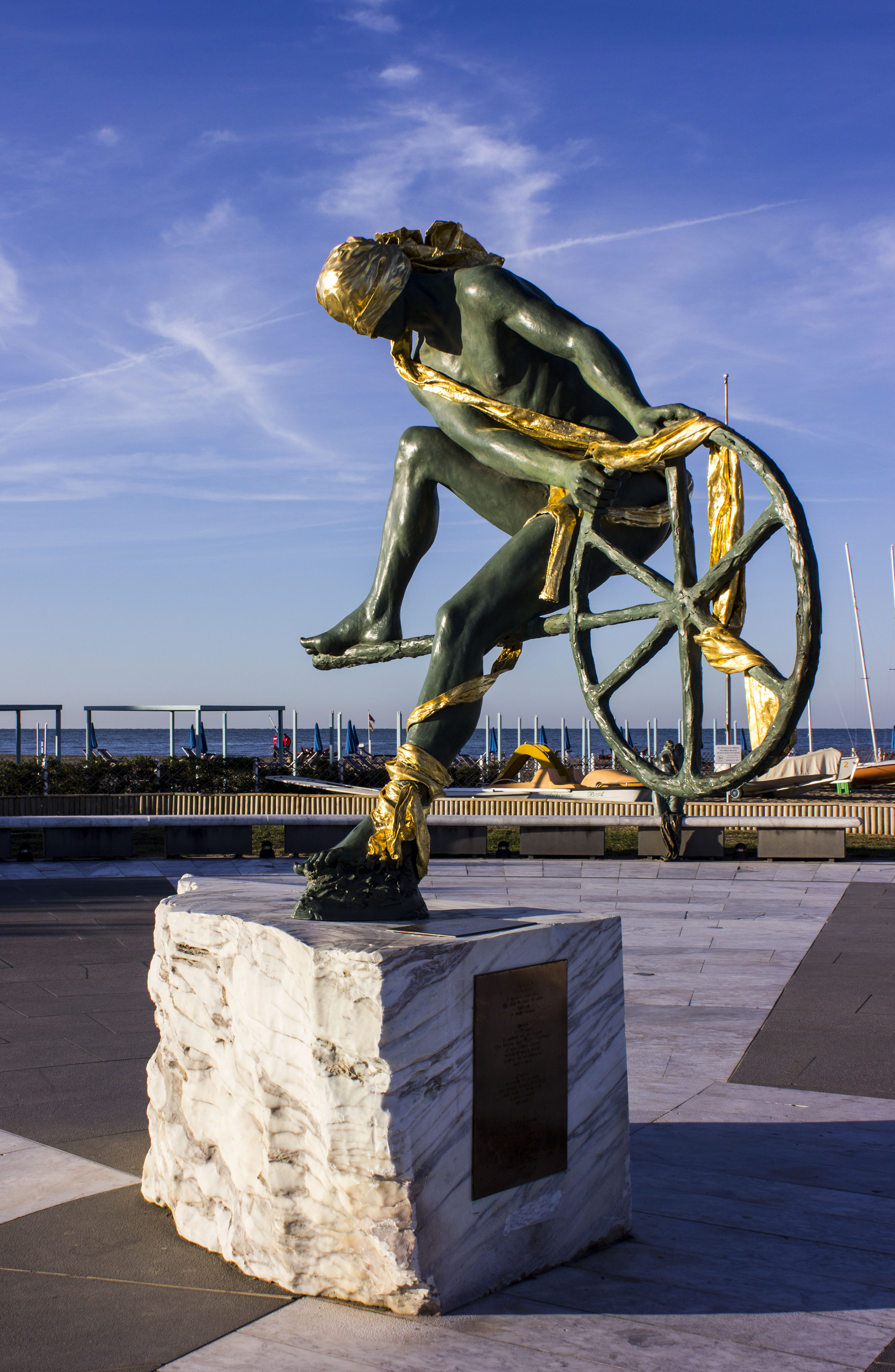
Odysseus (2001), Forte dei Marmi
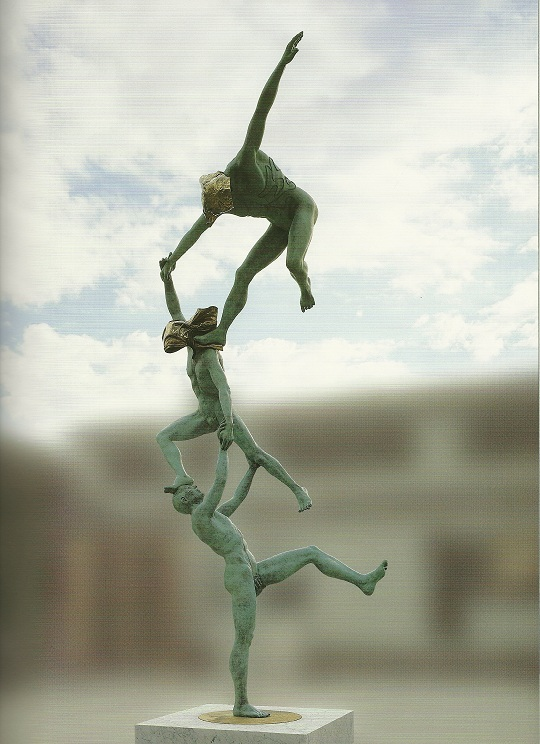
Olympic Spirit (2004) 580 cm

## Conscience Art

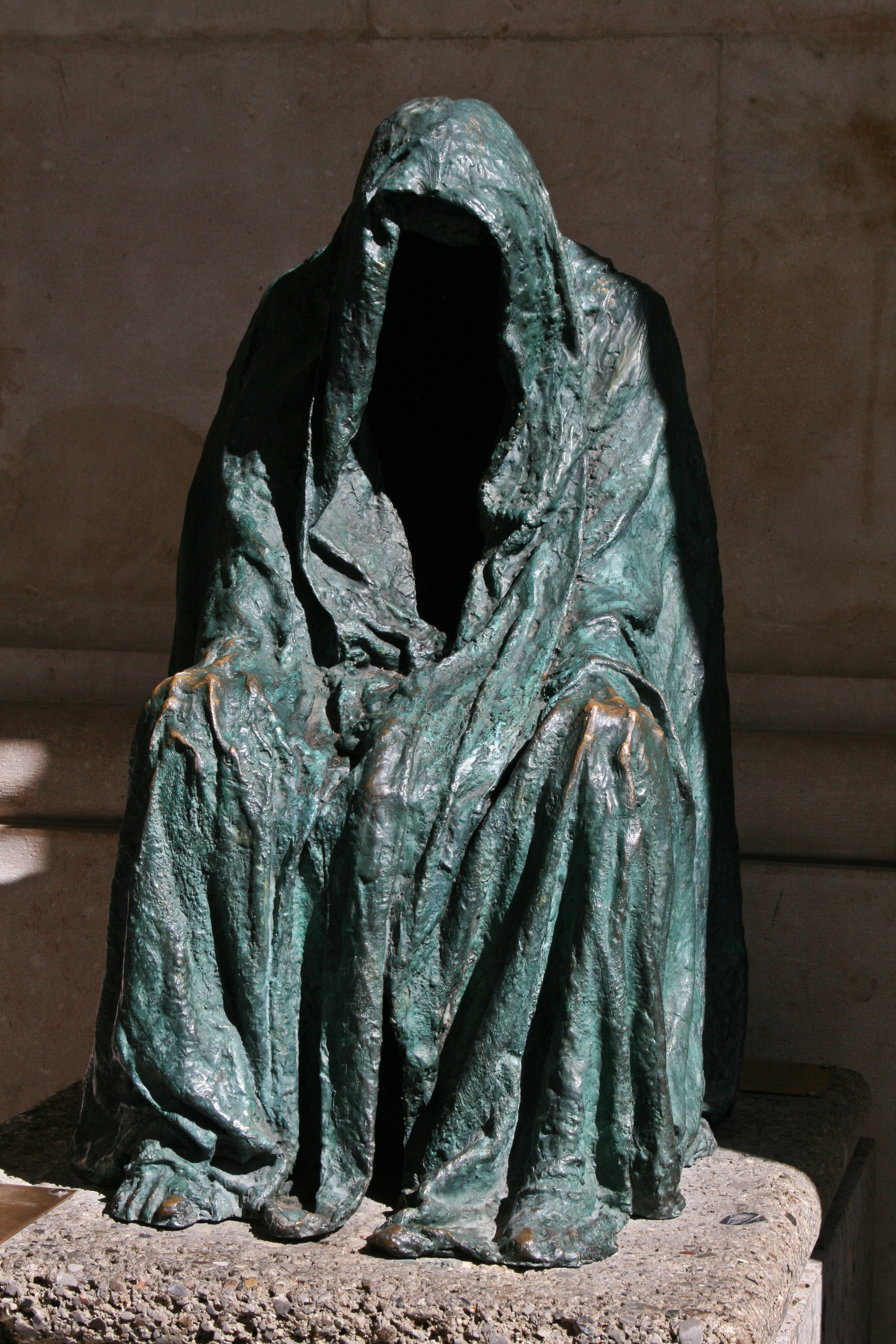
Anna Chromys Skulptur „Die Pieta“ vor dem Salzburger Dom (1999)

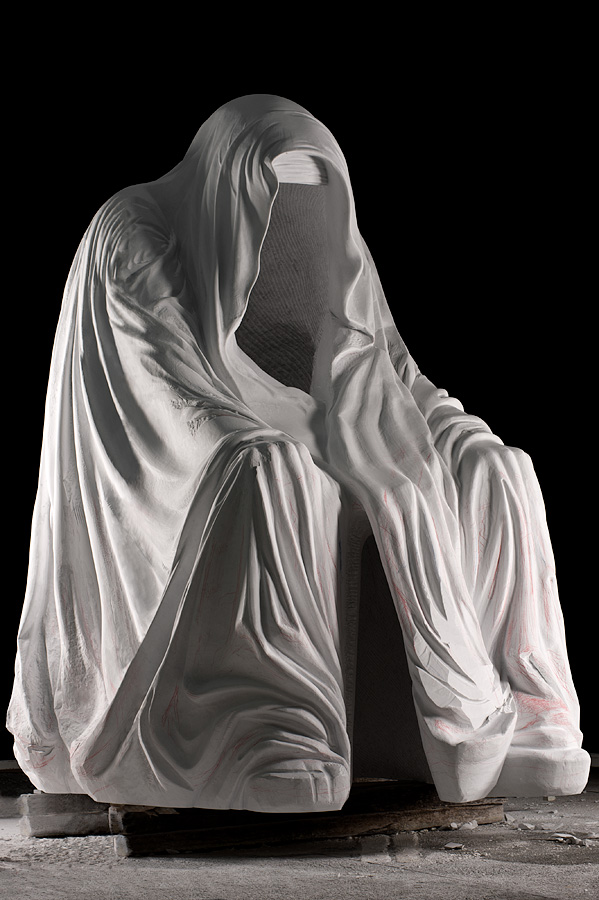
Die 4,7 m hohe Skulptur Cloak of Conscience aus Carrara-Marmor

Das populärste Werk Chromys ist der leere Mantel, bekannt als „Cloak of Conscience“, „Piétà“ oder „Komtur“, das sich vor dem Salzburger Dom, dem Ständetheater in Prag, dem Archäologischen Nationalmuseum in Athen, dem Grimaldiforum in Monaco und vielen anderen Orten befindet. 2010 verwandelte Chromy den Mantel in eine fünf Meter hohe Kapelle. Der dafür benutzte, ursprünglich 200 Tonnen schwere Block stammte aus dem berühmten Marmorbruch Cave Michelangelo in Carrara.
Weitere wichtige Werke sind der vor der neuen Bibliothek in Shanghai stehende Olympische Geist und Europa, eine zeitgemäße Neuinterpretation des alten Mythos. Im Jahr 2009 wurde der von ihr gestaltete Olivier d'Or dem Friedensnobelpreisträger Elie Wiesel von Fürst Albert II. von Monaco überreicht. Im Jahr 2008 präsentierte sie Papst Benedikt XVI. ein Modell des Gewissenmantels im Petersdom in Rom, um die Gründung des Conscience-Instituts zu würdigen.
Chromy wurde von der Musik, besonders Opernmusik, dem klassischen Tanz und den alten Mythen inspiriert. Ihre Bilder bezeugen eine Bewunderung für Salvador Dalí und andere Surrealisten und verweisen auf die Wiener Schule des Phantastischen Realismus und andere mitteleuropäische Künstler. Ihre manchmal auch auf Skulpturen verwendeten Farben haben eine subtile Turner-artigen Anmutung.

## Ausstellungen
- Don Giovanni and the Sound of Bronze (2000) in Prag
- Il Canto di Orfeo (2004) Pietrasanta (Italy)
- Europe (2005) Place Vendôme, Paris
- Mythos Revisited (2007), National Archaeological Museum of Athens|National Archeological Museum, Athen
- Dream of the East (2009), Beijing, China